# IOS 12
iOS 12는 애플에 의해 개발된 iOS 모바일 운영 체제의 12번째 주요 릴리스의 하나로서, iOS 11의 뒤를 잇는다. 2018년 6월 4일에 애플의 WWDC 2018에서 발표되었다. iOS 11과 미적인 부분은 비슷하지만 수많은 성능 및 배터리 절약 업데이트가 포함되어 있으며, 일부 앱에 여러 기능들이 추가되었다. 스크린 타임과 같은 기능도 함께 추가되었다. 주요 기능 중 하나는 FaceTime에서 애니모티콘를 사용할 수 있게 된 것이다.

## 지원 기기
| - 아이폰 5S - 아이폰 6 - 아이폰 6 플러스 - 아이폰 6S - 아이폰 6S 플러스 - 아이폰 SE - 아이폰 7 - 아이폰 7 플러스 - 아이폰 8 - 아이폰 8 플러스 - 아이폰 X - 아이폰 XS - 아이폰 XR | - 아이팟 터치 (6세대) - 아이팟 터치 (7세대) | - 아이패드 에어 - 아이패드 에어 2 - 아이패드 에어 3 - 아이패드 (5세대) - 아이패드 (6세대) - 아이패드 미니 2 - 아이패드 미니 3 - 아이패드 미니 4 - 아이패드 미니 (5세대) - 아이패드 프로 (12.9인치) - 아이패드 프로 (9.7인치) - 아이패드 프로 (10.5인치) - 아이패드 프로 3세대 |

## 같이 보기
- MacOS 모하비
- TvOS